# Golam Kupen (Stara Płanina)
Golam Kupen (bułg. Голям Купен) – ostry skalisty szczyt w centralnej Starej Płaninie o typowym alpejskim charakterze. Jest częścią trawersu Dobriła – Botew. Mierzy 2169 m n.p.m. Od zachodu jest oddzielony wąską przełęczą od sąsiedniego Małyk (Małego) Kupenu. U podnóża między dwoma szczytami znajduje się jedyne wysokogórskie jezioro w Starej Płaninie – Łokwata. Na wschodzie grzbiet znacznie się zwęża i stopniowo przechodzi w skalistą grań Krystcite.
Ze schroniska Ambarica na szczyt można wejść w około 2 godziny 30 minut. Odcinki trudne technicznie są zabezpieczone metalową balustradą. Przy załamaniu pogody zaleca się awaryjne zejście na południe do szlaku ku schronisku Wasił Lewski.